# Lábszag
A lábszag a testszag egy típusa. Az emberi lábból ered, és túlnyomórészt rossz szagnak tartják.

## Oka
A lábszag kialakulhat zokni és cipő viselete során, különösen akkor, ha a láb nem szellőzik. A lábszőr is lehet a lábszag oka, mivel jó környezet a baktériumoknak. Egyes esetekben gombás fertőzés előjele vagy tünete is lehet.
A zoknik legtöbbször poliészterből vagy nejlonból vannak: ezek nem szellőznek úgy, mint a pamut. Ez megfelelő környezet a baktériumoknak. Lábszaga azonban a harisnyát viselő embernek is lehet.

## A szag
A szag legtöbbször sajtos, ecetes vagy ammóniaszerű. A lábszagot az is okozhatja, hogy ugyanazt a zoknit vesszük fel többször, és izzadunk. A brevibaktériumok tevékenységük során kénes gázokat engednek ki; ez adja néhány sajt aromáját is.
A lábizzadságban propionsav is előfordul.

## Megelőzés
Vannak modern zoknik, lábspray-k, amelyek megakadályozzák a lábszagot.
Tradicionális módszer, ha a lábunkat jeges teába áztatjuk.
Ezen kívül stressz is okozhat lábszagot, a lábszag elkerülésében segít még a gyakori zoknicsere, valamint a lábbelik cseréje is.

## Reakciók a lábszagra
A nyugati országokban a cipőt néhányan nem veszik le más emberek előtt. Máshol azonban másféle reakció a jellemző, pl. a házba való belépéskor le kell venni a cipőt: ekkor szellőzik a láb.
A lábszaghoz is tartozik fetisizmus.

## Külső hivatkozások
- Hogyan kell megszüntetni a lábszagot?